# Франсеск Эшименис
Франсеск Эшименис (кат. Francesc Eiximenes [fɾənˈsɛsk əʃiˈmɛnis]; род. 1330, Жирона, комарка Жиронес, Испания — ум. 1409, Перпиньян, департамент Пиренеи Восточные, Франция) — каталанский писатель-францисканец, живший в 14-м веке в Арагонской короне. Он был, возможно, одним из наиболее успешных средневековых каталонских писателей, так как его работы широко читали, копировали, публиковали и переводили; можно сказать, что в литературной и политической сферах он имел большое влияние. Среди его читателей были такие влиятельные люди того времени, как короли Арагонской короны Педро IV, Хуан I и Мартин I, королева Мария де Луна (жена Мартина I), и авиньонский антипапа Бенедикт XIII.

## Биография

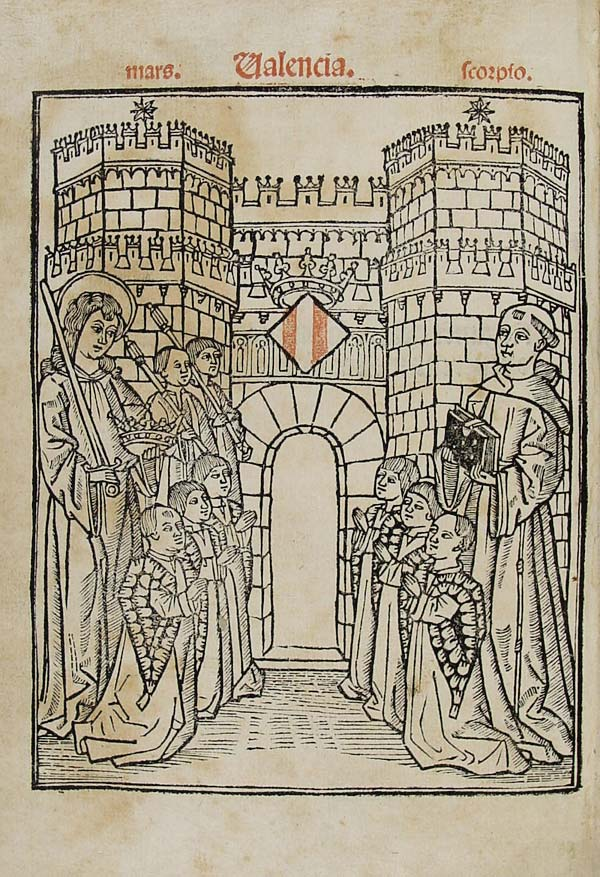
Титульный лист средневековой книги (Валенсия, Кристофор Кофман, 1499). Франсеск Эшименис справа, с книгой

Франсеск Эшименис родился около 1330 года, возможно, в Жироне. Когда он был ещё очень молод, он стал францисканцем и его образование началось во францисканской школы в Каталонии; позже учился в крупнейших вузах Европы: Оксфордском университете и университете Парижа. Оксфордский университет оказал на него большое влияние, несколько английских францисканцев (и других британских авторов), таких как: Роберт Гроссетест, Джон Уэльс, Александр Гэльский, Ричард Миддлтон, Томас Брадвардин, Уильям Оккам, Иоанн Дунс Скот сильно повлияли на него.
В 1371 году была предпринята попытка привлечь его в Университет Льейды в качестве преподавателя, но ему не хватало звание доктора богословия; Франсеск стал доктором богословия в 1374 году в университете Тулузы, при финансовой помощи и поддержке со стороны короля Педро IV.
Эшименис впоследствии вернулся в Каталонию; большинство его работ были написаны в Валенсии, где он находился с 1382 по 1408 годы. Там он был консультантом судебных асессоров (представители города) и руководящего органа города.
В Валенсия он плодотворно трудится; в трудный для Валенсии 1391 год (много социальных проблем) Эшименис организовал своего рода «армию молящихся» в некоторых монастырях вокруг Валенсии. В 1392 году он в числе прочих получил назначение проверить еврейские книги, которые были украдены в течение погрома 1391 года. В конце 1397 года он был членом комиссии, которая консультировала короля Мартина I о Великом расколе. В 1397 и 1398 годах он предпринял организацию двух крестовых походов против мусульманских пиратов Северной Африки. В 1399 году он был также президентом комиссии, которая стремилась объединить все школы Валенсии.
Эшименис умер в Перпиньяне, возможно, 23 апреля 1409 года.

## Труды
Работы Эшимениса имели большой успех в своё время, о чём свидетельствует более чем 200 сохранившихся рукописей его произведений. Другой пример — Psaltiri devotíssim (перевод на каталанский 100 из 344 молитв Psalterium alias Laudatorium). Инкунабула издания этой книги составила 2000 экземпляров, то есть более чем в два раза больше изданий романа Тирант Белый (Валенсия 1490 и Барселона 1497). Это самая большая инкунабула из всей средневековой каталонской литературы.
Были также много переводов в течение XV и XVI веков. Книга Llibre de les Dones была переведена на испанский язык. Один из испанских переводов был использован для образования одной из четырёх дочерей католических королей (королевы Изабеллы I Кастильской и короля Фердинанда II Арагонского). Llibre dels Àngels имела большой международный успех и была переведена на несколько языков: испанский, латынь, французский и даже фламандский (это было возможно, единственная книга средневековой каталонской литературы, которая была переведена на этот язык); французский перевод был первой книгой, которая в 1478 году была напечатана в Женеве. Vida de Jesucrist была переведена на испанский и французский, испанский перевод был первой книгой, которая была напечатана в Гранаде в 1496 году после завоевания города.
Существует несколько современных изданий произведений Эшимениса. Большинство современных изданиях его произведений были подготовлены Куртом Вайтлином и Альбертом Хауфом.

### На каталанском
Эшименис написал следующие работы на каталанском:
- Tractat d’usura (Договор о ростовщичестве) . Короткий трактат о ростовщичестве; этот вопрос был предметом многочисленных дискуссий среди средневековых учёных.
- Lo Crestià (христианство). Огромный проект «Сумма теологии» написанный популярным языком. Оригинальный проект состоял из 13 книг, но только четыре были написаны:

- Primer del Crestià (Первый христианин). Основы христианства.
- Segon del Crestià (Второй христианин). Искушение.
- Terç del Crestià (Третий христианин). Различные виды греха и защита от них.
- Dotzè del Crestià (Двенадцатый христианин). Книга о правительстве и политике в целом.

- Regiment de la cosa pública (Правительство Республики). Подарок представителям города Валенсии — советы по управлению.
- Llibre dels àngels (Книга ангелов). Очень полный трактат о ангелологии, но с несколькими политическими мыслями. Книга посвящена валенсийскому рыцарю Pere d’Artes.
- Llibre de les dones (Книга женщин). Начинается как книга о женском образовании, но в дальнейшем четыре пятых посвящено теологии и основам католической морали. Книга была посвящена графине Prades, Sanxa Ximenes d’Arenós.
- Vida de Jesucrist (Жизнь Иисуса Христа). Это биография Иисуса Христа с богословскими мыслями, а также созерцательного содержания. Книга посвящена валенсийскому рыцарю Pere d’Artes .
- Scala Dei or Tractat de contemplació (Лестница к Богу или Трактат о Созерцании). Это короткий трактат о морали и теологии. Книга посвящена королеве Марии де Луна.
- Два письма на каталанском (от 15 июля 1392 и 12 марта 1396). Первое (15 июля 1392) было адресовано королю Мартину I (который в то время был только князем), и представляет определённый интерес, так как Эшименис даёт ему советы о хорошем управлении Сицилией.

### На латыни
Эшименис написал следующие работы на латыни:
- De Triplici Statu Mundi (О трёх государствах мира). Это короткий эсхатологическая трактат. Есть сомнения, однако, что Франсеск является автором этой работы.
- Allegationes (отчётность). В Валенсии произошёл конфликт между церковью и государством, и несколько важных людей попросили Франсеска выразить своё мнение об этом.
- Короткая часть его «Суммы теологии». Описываются некоторые богословские вопросы.
- Ars Praedicandi Populo (Руководство по проповеди к народу). Руководство по проповеди.
- Проповедь (или её часть).
- Pastorale (Пастораль). Советы для священников и епископов. Книга посвящена Hug de Llupià, епископу Валенсии.
- Psalterium alias Laudatorium Papae Benedicto XIII dedicatum (Псалтырь или славословие, посвященный Папе Римскому Бенедикту XIII). Коллекция из 344 молитв. Как следует из названия, книга была посвящена Папе Бенедикту XIII.

Два другие книги были отнесены к авторству Эшимениса: Cercapou, и Doctrina compendiosa.